# 21401 Justinkovac
21401 Justinkovac è un asteroide della fascia principale. Scoperto nel 1998, presenta un'orbita caratterizzata da un semiasse maggiore pari a 2,4361269 UA e da un'eccentricità di 0,1753483, inclinata di 2,11730° rispetto all'eclittica.